# European Championships 2022/Teilnehmer (Irland)
| Gelbes Symbol für Goldmedaillen mit stilisierten Olympischen Ringen | Graues Symbol für Silbermedaillen mit stilisierten Olympischen Ringen | Braundes Symbol für Bronzemedaillen mit stilisierten Olympischen Ringen |
| ------------------------------------------------------------------- | --------------------------------------------------------------------- | ----------------------------------------------------------------------- |
| 1                                                                   | 2                                                                     | 1                                                                       |

Irland nahm  an den European Championships 2022 in München teil.

## Medaillen

### Medaillenspiegel
| Rang   | Sportart       | Gold | Silber | Bronze | Gesamt |
| ------ | -------------- | ---- | ------ | ------ | ------ |
| 1      | Rudern         | 1    | 1      | —      | 2      |
| 2      | Leichtathletik | —    | 1      | 1      | 2      |
| Gesamt | Gesamt         | 1    | 2      | 1      | 4      |

### Medaillengewinner
| Name/n                                             | Sportart       | Wettkampf                   |
| -------------------------------------------------- | -------------- | --------------------------- |
| Gold                                               |                |                             |
| Fintan McCarthy Paul O’Donovan                     | Rudern         | Leichtgewichts-Doppelzweier |
| Silber                                             |                |                             |
| Ciara Mageean                                      | Leichtathletik | 1500 m                      |
| Natalie Long Aifric Keogh Tara Hanlon Eimear Lambe | Rudern         | Vierer ohne Steuerfrau      |
| Bronze                                             |                |                             |
| Mark English                                       | Leichtathletik | 800 m                       |

## Teilnehmer nach Sportarten

### Kanurennsport
| Athleten              | Wettbewerb | Vorlauf      | Vorlauf | Vorlauf       | Halbfinale   | Halbfinale | Halbfinale    | Finale        | Finale        | Rang |
| Athleten              | Wettbewerb | Zeit         | Rang    | Qualifikation | Zeit         | Rang       | Qualifikation | Zeit          | Rang          | Rang |
| --------------------- | ---------- | ------------ | ------- | ------------- | ------------ | ---------- | ------------- | ------------- | ------------- | ---- |
| Frauen                |            |              |         |               |              |            |               |               |               |      |
| Jennifer Egan-Simmons | K-1 500 m  | 2:01,205 min | 7       | Halbfinale    | 1:59,368 min | 9          | –             | ausgeschieden | ausgeschieden | 21   |
| Jennifer Egan-Simmons | K-1 5000 m | —            | —       | —             | —            | —          | —             | 23:32,833 min | 6             | 6    |
| Männer                |            |              |         |               |              |            |               |               |               |      |
| Patrick O’Leary       | VL3 200 m  | 1:03,838 min | 5       | Halbfinale    | 0:50,531 min | 4          | –             | ausgeschieden | ausgeschieden | 10   |

### Leichtathletik
Laufen und Gehen
| Athleten                                                    | Wettbewerb          | Vorlauf      | Vorlauf | Halbfinale    | Halbfinale    | Finale        | Finale        | Rang   |
| Athleten                                                    | Wettbewerb          | Zeit         | Rang    | Zeit          | Rang          | Zeit          | Rang          | Rang   |
| ----------------------------------------------------------- | ------------------- | ------------ | ------- | ------------- | ------------- | ------------- | ------------- | ------ |
| Frauen                                                      |                     |              |         |               |               |               |               |        |
| Rhasidat Adeleke                                            | 400 m               | –            | –       | 51,08 s       | 7             | 50,53 s       | 5             | 5      |
| Phil Healy                                                  | 400 m               | 53,10 s      | 19      | ausgeschieden | ausgeschieden | ausgeschieden | ausgeschieden | 31     |
| Sharlene Mawdsley                                           | 400 m               | 52,63 s      | 15      | ausgeschieden | ausgeschieden | ausgeschieden | ausgeschieden | 27     |
| Louise Shanahan                                             | 800 m               | 2:02,80 min  | 12      | 2:01,15 min   | 8             | 2:01,64 min   | 8             | 8      |
| Sarah Healy                                                 | 1500 m              | 4:10,75 min  | 22      | —             | —             | ausgeschieden | ausgeschieden | 22     |
| Ciara Mageean                                               | 1500 m              | 4:03,03 min  | 2       | —             | —             | 4:02,56 min   | 2             | Silber |
| Roisin Flanagan                                             | 5000 m              | —            | —       | —             | —             | 15:33,72 min  | 14            | 14     |
| Sarah Lavin                                                 | 100 m Hürden        | –            | –       | 12,79 s       | 6             | 12,86 s       | 5             | 5      |
| Michelle Finn                                               | 3000 m Hindernis    | 9:49,85 min  | 15      | —             | —             | 9:47,57 min   | 14            | 14     |
| Eilish Flanagan                                             | 3000 m Hindernis    | 10:00,72 min | 24      | —             | —             | ausgeschieden | ausgeschieden | 24     |
| Aoife Cooke                                                 | Marathon            | —            | —       | —             | —             | 2:40:37 min   | 34            | 34     |
| Fionnuala McCormack                                         | Marathon            | —            | —       | —             | —             | 2:29:25 min   | 7             | 7      |
| Ann-Marie McGlynn                                           | Marathon            | —            | —       | —             | —             | 2:38:26 min   | 29            | 29     |
| Aoife Cooke Fionnuala McCormack Ann-Marie McGlynn           | Marathon Mannschaft | —            | —       | —             | —             | 7:48:28 h     | 5             | 5      |
| Sophie Becker Phil Healy Rhasidat Adeleke Sharlene Mawdsley | 4 × 400 m           | 3:26,06 min  | 5       | —             | —             | 3:26,63 min   | 6             | 6      |
| Männer                                                      |                     |              |         |               |               |               |               |        |
| Israel Olatunde                                             | 100 m               | 10,19 s      | 1       | 10,20 s       | 11            | 10,168 s      | 6             | 6      |
| Marcus Lawler                                               | 200 m               | 21,10 s      | 20      | ausgeschieden | ausgeschieden | ausgeschieden | ausgeschieden | 32     |
| Christopher O’Donnell                                       | 400 m               | –            | –       | 45,73 s       | 11            | ausgeschieden | ausgeschieden | 11     |
| Mark English                                                | 800 m               | 1:47,54 min  | 10      | 1:46,66 min   | 3             | 1:45,19 min   | 3             | Bronze |
| John Fitzsimons                                             | 800 m               | 1:48,22 min  | 26      | ausgeschieden | ausgeschieden | ausgeschieden | ausgeschieden | 26     |
| Andrew Coscoran                                             | 1500 m              | 3:38,74 min  | 8       | —             | —             | 3:39,91 min   | 9             | 9      |
| Luke McCann                                                 | 1500 m              | 3:40,98 min  | 18      | —             | —             | ausgeschieden | ausgeschieden | 18     |
| Brian Fay                                                   | 5000 m              | —            | —       | —             | —             | 13:31,87 min  | 8             | 8      |
| Darragh McElhinney                                          | 5000 m              | —            | —       | —             | —             | 13:39,11 min  | 16            | 16     |
| Efrem Gidey                                                 | 10.000 m            | —            | —       | —             | —             | 27:59,22 min  | 6             | 6      |
| Hiko Tonosa Haso                                            | 10.000 m            | —            | —       | —             | —             | 28:38,82 min  | 18            | 18     |
| Thomas Barr                                                 | 400 m Hürden        | 49,49 s      | 4       | 49,30 s       | 7             | ausgeschieden | ausgeschieden | 9      |
| Hugh Armstrong                                              | Marathon            | —            | —       | —             | —             | 2:25:27 min   | 58            | 58     |
| Brendan Boyce                                               | 35 km Gehen         | —            | —       | —             | —             | 2:38:03 min   | 10            | 10     |
| Israel Olatunde Mark Smyth Colin Doyle Joseph Ojewumi       | 4 × 100 m           | DNF          | DNF     | —             | —             | DNF           | DNF           | DNF    |

Springen und Werfen
| Athleten    | Wettbewerb  | Qualifikation | Qualifikation | Finale        | Finale        | Rang |
| Athleten    | Wettbewerb  | Weite/Höhe    | Rang          | Weite/Höhe    | Rang          | Rang |
| ----------- | ----------- | ------------- | ------------- | ------------- | ------------- | ---- |
| Männer      |             |               |               |               |               |      |
| Eric Favors | Kugelstoßen | 19,71 m       | 15            | ausgeschieden | ausgeschieden | 15   |

 Mehrkampf 
| Athletinnen   | 100 m Hürden | 100 m Hürden | Hochsprung | Hochsprung | Kugelstoßen | Kugelstoßen | 200 m | 200 m  | Weitsprung | Weitsprung | Speerwurf | Speerwurf | 800 m | 800 m  | Punkte | Rang |
| Athletinnen   | Zeit         | Punkte       | Höhe       | Punkte     | Weite       | Punkte      | Zeit  | Punkte | Weite      | Punkte     | Weite     | Punkte    | Zeit  | Punkte | Punkte | Rang |
| ------------- | ------------ | ------------ | ---------- | ---------- | ----------- | ----------- | ----- | ------ | ---------- | ---------- | --------- | --------- | ----- | ------ | ------ | ---- |
| Siebenkampf   |              |              |            |            |             |             |       |        |            |            |           |           |       |        |        |      |
| Kate O’Connor | DNS          | DNS          | DNS        | DNS        | DNS         | DNS         | DNS   | DNS    | DNS        | DNS        | DNS       | DNS       | DNS   | DNS    | DNS    | DNS  |

### Radsport

#### Bahn
| Athleten                                        | Wettbewerb            | Qualifikation | Qualifikation | 1. Runde      | 1. Runde | Halbfinale | Halbfinale | Finals        | Finals        | Rang |
| Athleten                                        | Wettbewerb            | Zeit          | Rang          | Zeit          | Rang     | Zeit       | Rang       | Zeit/Punkte   | Rang          | Rang |
| ----------------------------------------------- | --------------------- | ------------- | ------------- | ------------- | -------- | ---------- | ---------- | ------------- | ------------- | ---- |
| Frauen                                          |                       |               |               |               |          |            |            |               |               |      |
| Kelly Murphy                                    | Einerverfolgung       | 3:26,362 min  | 6             | —             | —        | —          | —          | ausgeschieden | ausgeschieden | 6    |
| Orla Walsh                                      | Keirin                | —             | —             | –             | 4        | –          | 6          | –             | 6             | 12   |
| Orla Walsh                                      | Keirin                | —             | —             | Hoffnungslauf | 2        | –          | 6          | –             | 6             | 12   |
| Orla Walsh                                      | 500 m Zeitfahren      | 35,176 s      | 14            | —             | —        | —          | —          | ausgeschieden | ausgeschieden | 14   |
| Alice Sharpe                                    | Ausscheidungsfahren   | —             | —             | —             | —        | —          | —          | –             | 11            | 11   |
| Emily Kay                                       | 10 km Scratch         | —             | —             | —             | —        | —          | —          | –             | 9             | 9    |
| Mia Griffin                                     | 25 km Punktefahren    | —             | —             | —             | —        | —          | —          | 7 Punkte      | 9             | 9    |
| Mia Griffin Lara Gillespie                      | Madison               | —             | —             | —             | —        | —          | —          | −40 Punkte    | 11            | 11   |
| Emily Kay Mia Griffin Alice Sharpe Kelly Murphy | Mannschaftsverfolgung | 4:26,028 min  | 6             | 4:25,530 min  | 6        | —          | —          | ausgeschieden | ausgeschieden | 6    |

| Athleten   | Wettbewerb | Qualifikation | Qualifikation | 1. Runde | 1. Runde | Achtelfinale         | Achtelfinale | Viertelfinale | Viertelfinale | Halbfinale    | Halbfinale    | Finale/Platz 3 | Finale/Platz 3 | Rang |
| Athleten   | Wettbewerb | Zeit          | Rang          | Gegner   | Ergebnis | Gegner               | Ergebnis     | Gegner        | Ergebnis      | Gegner        | Ergebnis      | Gegner         | Ergebnis       | Rang |
| ---------- | ---------- | ------------- | ------------- | -------- | -------- | -------------------- | ------------ | ------------- | ------------- | ------------- | ------------- | -------------- | -------------- | ---- |
| Frauen     |            |               |               |          |          |                      |              |               |               |               |               |                |                |      |
| Orla Walsh | Sprint     | 10.900 s      | 13            | Freilos  | Freilos  | Lea Sophie Friedrich | N            | ausgeschieden | ausgeschieden | ausgeschieden | ausgeschieden | ausgeschieden  | ausgeschieden  | 13   |

| Athleten  | Wettbewerb | Qualifikation Punktefahren | Qualifikation Punktefahren | Scratch | Scratch | Temporennen | Temporennen | Ausscheidungs- fahren | Ausscheidungs- fahren | Punkte- fahren | Punkte- fahren | Punkte | Rang |
| Athleten  | Wettbewerb | Punkte                     | Rang                       | Punkte  | Rang    | Punkte      | Rang        | Punkte                | Rang                  | Punkte         | Rang           | Punkte | Rang |
| --------- | ---------- | -------------------------- | -------------------------- | ------- | ------- | ----------- | ----------- | --------------------- | --------------------- | -------------- | -------------- | ------ | ---- |
| Frauen    |            |                            |                            |         |         |             |             |                       |                       |                |                |        |      |
| Emily Kay | Omnium     | —                          | —                          | 36      | 3       | 28          | 7           | 24                    | 9                     | 25             | 11             | 113    | 10   |

#### Straße
| Athleten         | Wettbewerb       | Zeit         | Rang |
| ---------------- | ---------------- | ------------ | ---- |
| Frauen           |                  |              |      |
| Kelly Murphy     | Einzelzeitfahren | 33:25,84 min | 15   |
| Joanna Patterson | Einzelzeitfahren | 33:32,56 min | 17   |
| Alice Sharpe     | Straßenrennen    | 2:59:30 h    | 29   |
| Männer           |                  |              |      |
| Ben Healy        | Einzelzeitfahren | 28:01,56 min | 6    |
| Sam Bennett      | Straßenrennen    | 4:38:49 h    | 5    |
| Rory Townsend    | Straßenrennen    | 4:39:07 h    | 40   |
| Ryan Mullen      | Straßenrennen    | 4:39:35 h    | 72   |
| Eddie Dunbar     | Straßenrennen    | 4:40:34 h    | 90   |
| Matthew Teggart  | Straßenrennen    | 4:42:20 h    | 108  |

#### BMX-Freestyle
| Athleten       | Wettbewerb | Qualifikation | Qualifikation | Finale | Finale | Rang |
| Athleten       | Wettbewerb | Punkte        | Rang          | Punkte | Rang   | Rang |
| -------------- | ---------- | ------------- | ------------- | ------ | ------ | ---- |
| Männer         |            |               |               |        |        |      |
| Ryan Henderson | Park       | 66,02         | 11            | 68,00  | 10     | 10   |

### Rudern
| Athleten                                           | Wettbewerb                  | Vorlauf     | Vorlauf | Vorlauf       | Hoffnungslauf | Hoffnungslauf | Hoffnungslauf | Halbfinale | Halbfinale | Halbfinale    | Finale        | Finale        | Rang   |
| Athleten                                           | Wettbewerb                  | Zeit        | Rang    | Qualifikation | Zeit          | Rang          | Qualifikation | Zeit       | Rang       | Qualifikation | Zeit          | Rang          | Rang   |
| -------------------------------------------------- | --------------------------- | ----------- | ------- | ------------- | ------------- | ------------- | ------------- | ---------- | ---------- | ------------- | ------------- | ------------- | ------ |
| Frauen                                             |                             |             |         |               |               |               |               |            |            |               |               |               |        |
| Aoife Casey                                        | Leichtgewichts-Einer        | 8:47,61 min | 4       | Hoffnungslauf | 8:15,73 min   | 1             | A-Finale      | —          | —          | —             | 8:11,68 min   | 4             | 4      |
| Sanita Pušpure Zoe Hyde                            | Doppelzweier                | 7:47,02 min | 2       | Halbfinale    | –             | –             | –             | DNS        | DNS        | DNS           | ausgeschieden | ausgeschieden | 12     |
| Lydia Heaphy Margaret Cremen                       | Leichtgewichts-Doppelzweier | 7:53,78 min | 2       | Hoffnungslauf | 7:39,15 min   | 1             | A-Finale      | —          | —          | —             | 7:37,51 min   | 4             | 4      |
| Emily Hegarty Fiona Murtagh                        | Zweier ohne Steuerfrau      | 7:51,90 min | 3       | Hoffnungslauf | 7:40,28 min   | 1             | A-Finale      | —          | —          | —             | 7:45,13 min   | 4             | 4      |
| Natalie Long Aifric Keogh Tara Hanlon Eimear Lambe | Vierer ohne Steuerfrau      | 7:10,24 min | 1       | A-Finale      | –             | –             | –             | —          | —          | —             | 6:52,99 min   | 2             | Silber |
| Männer                                             |                             |             |         |               |               |               |               |            |            |               |               |               |        |
| Fintan McCarthy Paul O’Donovan                     | Leichtgewichts-Doppelzweier | 7:02,52 min | 1       | A-Finale      | –             | –             | –             | —          | —          | —             | 6:34,72 min   | 1             | Gold   |
| Mixed                                              |                             |             |         |               |               |               |               |            |            |               |               |               |        |
| Steven McGowan Katie O’Brien                       | PR2-Doppelzweier            | 9:35,39 min | 4       | A-Finale      | —             | —             | —             | —          | —          | —             | 9:14,55 min   | 4             | 4      |